# Bulharsko na Letních olympijských hrách 2000
Bulharsko na Letních olympijských hrách 2000 v Sydney reprezentovalo 91 sportovců, z toho 52 mužů a 39 žen. Nejmladší účastnicí byla Eleonora Kežova (14 let, 275 dní), nejstarším účastníkem byla Nonka Matova (45 let, 336 dní). Reprezentanti vybojovali 13 medailí, z toho 5 zlatých, 6 stříbrných a 2 bronzové.

## Medailisté
| Medaile | Jméno             | Sport                | Disciplína                      |
| ------- | ----------------- | -------------------- | ------------------------------- |
| Zlato   | Tereza Marinovová | Atletika             | Ženy trojskok                   |
| Zlato   | Galabin Boevski   | Vzpírání             | do 69 kg                        |
| Zlato   | Marija Grozdeva   | Sportovní střelba    | ženy 25 metrů sportovní pistole |
| Zlato   | Tanju Kirjakov    | Sportovní střelba    | muži 50 metrů libovolná pistole |
| Zlato   | Armen Nazarjan    | Zápas                | Muži řecko-římský do 58 kg      |
| Stříbro | Georgi Markov     | Vzpírání             | do 69 kg                        |
| Stříbro | Alan Cagajev      | Vzpírání             | do 105 kg                       |
| Stříbro | Rumjana Nejkovová | Veslování            | ženy skif                       |
| Stříbro | Serafim Barzakov  | Zápas                | Muži volný styl do 63 kg        |
| Stříbro | Petar Merkov      | Kanoistika           | kajak – K1 500 m                |
| Stříbro | Petar Merkov      | Kanoistika           | kajak – K1 1000 m               |
| Bronz   | Jordan Jovčev     | Sportovní gymnastika | muži prostná                    |
| Bronz   | Jordan Jovčev     | Sportovní gymnastika | muži kruhy                      |